# Aeroporto Internazionale Mariscal Sucre (1960)
L'Aeroporto Internazionale Mariscal Sucre (IATA: UIO, ICAO: SEQU) è stato un aeroporto situato a circa 8 km dal centro di Quito, nella Parroquia Chaupicruz, in Ecuador.
L'aeroporto entrò in servizio nel 1960 e fu chiamato così in onore del venezuelano Antonio José de Sucre, chiamato anche il "Gran Mariscal de Ayacucho" ed eroe dell'indipendenza ecuadoriana.
Ad una altezza di 2800 m s.l.m. è stato uno degli aeroporti più alti al mondo, e al fine di aumentare la capacità aeroportuaria di Quito e per l'alto rischio dell'attuale sede (situata in piena zona residenziale), nel febbraio del 2013 è stato chiuso in concomitanza con l'inaugurazione del nuovo Aeroporto Internazionale Mariscal Sucre ubicato a 18 km. a est della città, in località Tababela.
Il sito dell'aeroporto è stato trasformato nel Parque Bicentenario, la più grande area verde di Quito.

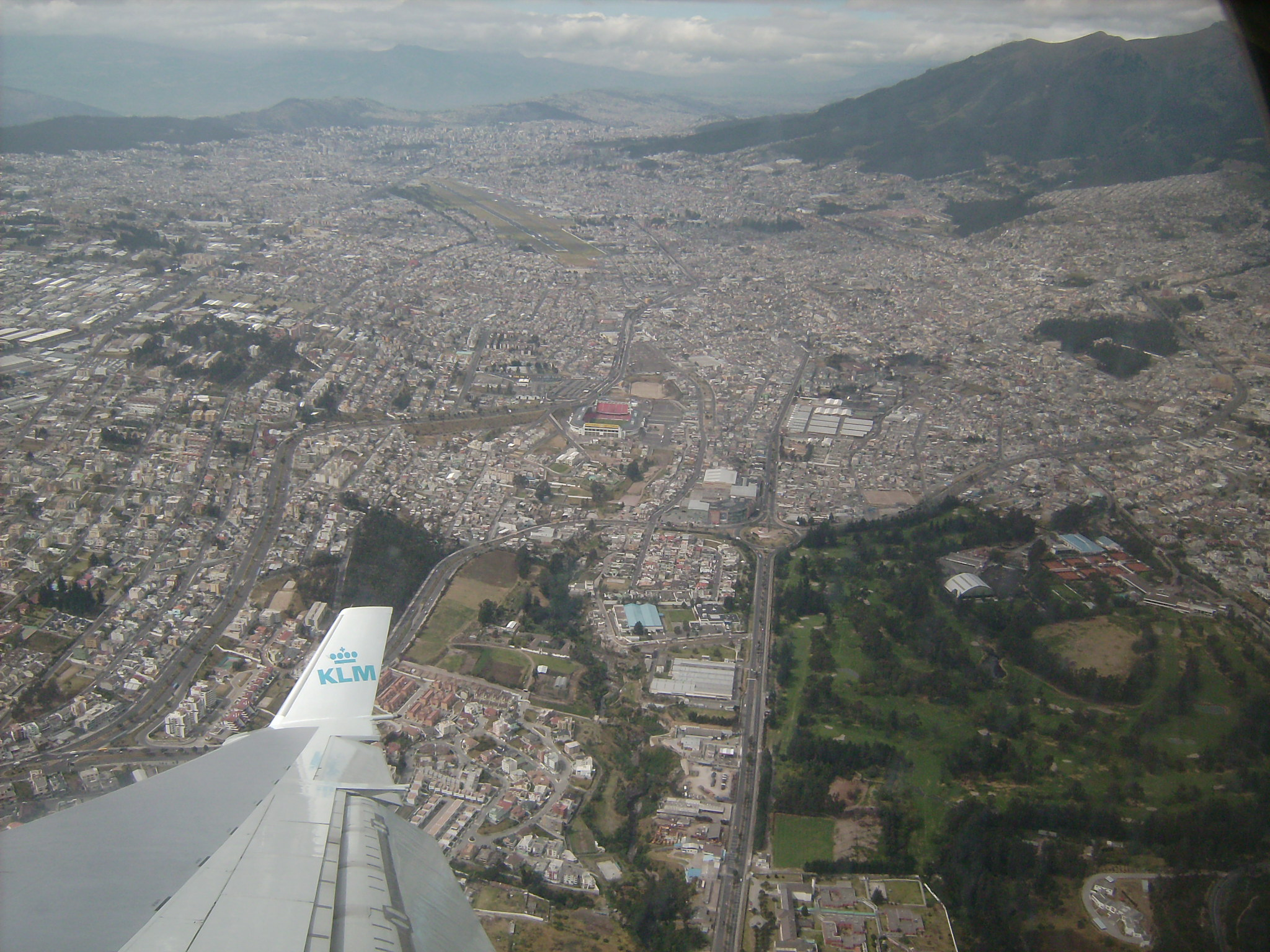
L'aeroporto dentro la città di Quito

## Incidenti
- Il 29 agosto del 1998, un Tupolev Tu-154 della compagnia Cubana de Aviación operante il volo Cubana de Aviación 389 con 76 passeggeri e 14 membri dell'equipaggio a bordo, ebbe un'avaria in fase di decollo, il pilota tentò il rientro ma fallì e si schiantò contro il muro perimetrale dell'aeroporto, continuò la corsa contro alcune officine meccaniche, esplose, ed alcuni frammenti arrivarono in un campo da calcio, dove tre ragazzini colpiti persero la vita.Ci furono in tutto 77 vittime, comprese le persone delle officine e quelle nel campo da calcio.[2]
- Il 31 agosto del 2007, un Airbus A340-600 dell'Iberia (volo 6463), che copriva la rotta Madrid-Quito-Guayaquil-Madrid, ebbe un incidente in fase di atterraggio, per il danneggiamento del carrello di atterraggio dovuto al fatto che l'aereo si posò sulla pista troppo bruscamente. Non ci furono feriti.[3]
- Venerdì 9 novembre del 2007 un altro A340-600 dell'Iberia uscì dalla pista dell'aeroporto con a bordo 333 tra passeggeri ed equipaggio. Si presume che l'incidente fu causato dalla nebbia e dalla pista umida, e dal fatto che l'aereo toccò il suolo in ritardo e non nel primo terzo della lunghezza della pista, causa anche l'alta velocità e l'elevata altitudine al momento di toccare terra. Si distrusse il carrello di atterraggio e l'aereo slittò fino alla zona di sicurezza della fine della pista. Ci furono 5 feriti per lievi traumi.[4]
- Il giorno 23 settembre del 2008 un Fokker F28 dell'aerolinea Icaro (Ecuador), uscì di pista mentre tentava il decollo verso l'Amazzonia. Non ci furono feriti gravi.[5]